# Stolperstein in Vaihingen an der Enz
Der
Stolperstein in Vaihingen an der Enz ist dem Widerstandskämpfer Wilhelm Eichel gewidmet, er liegt in der Stadt Vaihingen an der Enz im Landkreis Ludwigsburg in Baden-Württemberg. Stolpersteine werden vom Kölner Künstler Gunter Demnig in weiten Teilen Europas verlegt. Sie erinnern an das Schicksal der Menschen, die von den Nationalsozialisten ermordet, deportiert, vertrieben oder in den Suizid getrieben wurden und liegen im Regelfall vor dem letzten selbstgewählten Wohnsitz des Opfers.
Der bislang einzige Stolperstein in Vaihingen an der Enz wurde am 7. Oktober 2010 vom Künstler persönlich verlegt.

## Stolperstein
| Stolperstein | Inschrift | Verlegeort           | Verlegedatum | Name, Leben |
| ------------ | --- | -------------------- | ------------ | --- |
|              | HIER WOHNTE WILHELM EICHEL JG. 1907 IM WIDERSTAND VERHAFTET 1935 ZUCHTHAUS LUDWIGSBURG 1938 DACHAU 1944 STRAFEINHEIT DIRLEWANGER ? ? | Kirchplatz 11 (Lage) | 7. Okt. 2010 | Wilhelm Eichel wurde 1907 geboren. Er war Mechaniker und arbeitete nach der Lehre bis zu seiner Entlassung im Mai 1932 bei der Firma Storz in Kornwestheim. In der Freizeit trainierte er im Vaihinger Arbeiter-Kraftsportverein. 1930 trat er der KPD bei. Nach der Machtergreifung Hitlers und der NSDAP wurde er zum Widerstandskämpfer. Er wurde mehrfach vom NS-Regime in Gefängnissen und Konzentrationslagern inhaftiert, erstmals im März 1933 im KZ Heuberg und ab Sommer 1935 in Ludwigsburg. Im Herbst 1936 stand er vor dem Oberlandesgericht Stuttgart. Wilhelm Eichel war denunziert worden und ihm wurde der Prozess wegen „Vorbereitung zum Hochverrat“ gemacht. Das Urteil lautete auf zwei Jahre und neun Monate. Die Haftstrafe verbüßte er unter anderem im Zuchthaus Ludwigsburg und im Emslandlager. Er wurde danach aber nicht freigelassen, sondern in das KZ Dachau überstellt. Dort blieb er – mit Unterbrechung durch einen kurzen Aufenthalt im KZ Mauthausen – sechseinhalb Jahre inhaftiert, ohne Urteil und ohne Rechtsgrundlage. 1944 wurde er an die SS-Sondereinheit Dirlewanger überstellt. Wann und wo er ums Leben kam, ist ungeklärt. Er soll noch am 25. Oktober 1945 lebend in einem sowjetischen Lager in der Ukraine gesichtet worden sein. Er wurde mit Wirkung vom 31. Dezember 1945 für tot erklärt. |